# Camp de concentració de Trawniki
El camp de concentració de Trawniki va ser establert per l'Alemanya nazi en el llogaret de Trawniki, a uns 40 quilòmetres al sud-est de Lublin durant l'ocupació de Polònia en la Segona Guerra Mundial. Al llarg de la seva existència, el campament va complir una doble funció. Es va organitzar en els terrenys de l'antiga refineria de sucre polonesa de la Regió Industrial Central, i es va subdividir en almenys tres zones diferents.
El camp de Trawniki es va obrir per primera vegada després de l'esclat de la guerra amb l'URSS, destinat a mantenir presoners de guerra soviètics, amb línies ferroviàries en totes les direccions principals en el territori del Govern General. Entre 1941 i 1944, el camp es va expandir per ser una instal·lació d'entrenament de les SS per a col·laboradors de la policia auxiliar, principalment ucraïnesos. I el 1942, també es va convertir en el camp de treballs forçats per a milers de jueus dins el sistema de subcamps de KL Lublin. Els reclusos jueus de Trawniki van proporcionar mà d'obra esclava a les plantes industrials improvisades de SS Ostindustrie per treballar en condicions terribles amb poc menjar.
Hi havia 12,000 jueus empresonats a Trawniki el 1943 classificant conjunts de roba lliurats des d'ubicacions de l'Holocaust. Tots van ser massacrats durant l'Aktion Erntefest del 3 de novembre de 1943 per les unitats auxiliars d'homes trawniki estacionats en el mateix lloc, ajudats pel Batalló 101 de la Policia de Reserva d'Orpo. El primer comandant del campament va ser Hermann Hoefle, reemplaçat per Karl Streibel.

## Camp de concentració
El campament nazi alemany en Trawniki es va establir per primera vegada el juliol de 1941 per mantenir a presoners de guerra capturats a l'est de Polònia, ocupada pels soviètics, després de la implementació de l'Operació Barba-roja. Les noves casernes darrere de la tanca de filferro de pues van ser erigits pels mateixos presoners. El 1942, el camp es va ampliar per incloure el SS-Arbeitslager destinat als jueus polonesos de tot el Govern General. En un any, sota la direcció de Gauleiter Odilo Globocnik, el camp va incloure una sèrie de tallers de treball forçat com la planta de processament de pells (Pelzverarbeitungswerk), la fàbrica de raspalls (Bürstenfabrik), l'acabat de les truges (Borstenzurichterei) i la nova sucursal de Das Torfwerk a Dorohucza.
Els jueus que hi van treballar des de juny de 1942 fins a maig de 1944 com a treball forçat per l'esforç de guerra nazi van ser portats del gueto de Varsòvia, així com guetos de trànsit seleccionats a tot Europa (Alemanya, Àustria, Eslovàquia) sota l'Operació Reinhard, i des de setembre de 1943 com a part del sistema de subcamps de camps de concentració Majdanek, com el camp de concentració de Poniatowa i molts altres.

## Liquidació del camp, 3 de novembre de 1943
Els jueus de KL Lublin van pensar que res pitjor podria succeir perquè el seu treball es necessitava amb urgència. A finals d'octubre, es va ordenar a tota la força laboral esclava de KL Lublin / Majdanek, inclosos els presoners jueus del camp de concentració de Trawniki, que comencessin la construcció de trinxeres anti tanc. No es van adonar del seu veritable propòsit. Les massacres, més tard assumides com a venjança per la derrota alemanya a Stalingrad, van ser establertes per Christian Wirth pel 3 de novembre de 1943 sota el nom en clau de Aktion Erntefest simultàniament en els subcamps de Majdanek, Trawniki, Poniatowa, Budzyn, Kraśnik, Puławy i Lipowa. Els cossos dels jueus disparats en les rases d'un en un per homes Trawniki ajudats pel Batalló 101 van ser incinerats més tard per un Sonderkommando de Milejów que va ser executat en el lloc en finalitzar la seva tasca a finalitats de 1943.
La Aktion Erntefest, amb aproximadament 43,000 víctimes, va ser la massacre de jueus més gran en tota la guerra. Va sobrepassar la notòria massacre de més de 33.000 jueus a Babi Yar, als afores de Kíev. El camp d'entrenament de Trawniki va ser desmantellat el juliol de 1944 a causa de la proximitat de la primera línia. Els últims 1,000 Hiwis que formaven el batalló SS Battalion Streibel liderat pel mateix Karl Streibel, van ser transportats a l'oest per continuar amb el treball brut en els camps d'extermini que encara funcionaven. Els soviètics van entrar en les instal·lacions completament buides el 23 de juliol de 1944. Després de la guerra, van capturar i van processar a centenars, possiblement fins a mil "Hiwis", que van tornar a la seva llar a l'URSS. La majoria van ser condemnats al gulag i alliberats sota l'amnistia de Nikita Khrusxov de 1955.
El nombre de Hiwis jutjats a Occident va ser molt petit en comparació. Sis acusats van ser absolts de tots els càrrecs i posats en llibertat per un tribunal d'Alemanya Occidental a Hamburg el 1976, inclòs el comandant Streibel. Els homes de Trawniki detinguts en la Unió Soviètica van ser acusats de traïció (no dels afusellaments) i, per tant, van ser "culpables d'allistament" des de l'inici dels procediments judicials. Als Estats Units, uns 16 exguàrdies Hiwi van ser desnaturalitzats, alguns dels quals eren molt vells.